# Яцковка (Донецкая область)
Яцко́вка (укр. Яцьківка) — село в Лиманском районе Донецкой области Украины, на берегу Оскольского водохранилища. Население по переписи 2001 года составляло 490 человек. Является курортной зоной.    

## История
В мае 2022 в ходе вторжения России в Украину село было оккупировано ВС РФ. 23 сентября 2022 Яцковка освобождена ВСУ.